# Stavča vas
Stavča vas – wieś w Słowenii, w gminie Žužemberk. W 2018 roku liczyła 109 mieszkańców.